# Muzică gregoriană
Muzica gregoriană, numită și cânt gregorian, este un stil muzical liturgic utilizat în cultul creștin catolic. Inspirată de muzica primelor generații de creștini de pe teritoriul Imperiului Roman de Apus – aceasta avându-și, la rândul ei, originea în muzica ebraică și în muzica greacă, muzica gregoriană s-a dezvoltat în secolele VI–XI. Deși de cele mai multe ori melodiile gregoriene erau învățate și transmise prin viu grai, scrierea documentelor datează din jurul anului 800. Numele său provine de la cel al papei Grigore I cel Mare (pontif al Romei între anii 590-604).

## Evoluție
Istoria dezvoltării muzicii gregoriene se leagă de liturghia apuseană însăși, bazându-se pe un repertoriu muzical tradițional, cu circulație orală, fiind înrudită cu cântul bizantin (dezvoltat în estul european). Denumirea „gregorian” a fost dată în timpul Imperiului Carolingian, cu referire la o autoritate din trecut, Papa Grigore, cu scopul unificării repertoriului (Hiley, p. 503-514).
Papa Grigore propune un sistem de notare a muzicii gregoriene cu ajutorul literelor A, B, C.....
Primele documente scrise apar în aceeași perioadă, în jurul anului 800, cu semne corespunzătoare mișcărilor melodice, numite noime. Ulterior, noimele vor fi așezate pe linii de reper, care constituie începutul apariției portativului muzical. Coordonarea desfășurării în timp se face de gesturi din partea șefului de cor, ce aduce cu rolul dirijorului de mai târziu.
Într-o ultimă fază călugărul benedictin Guido d'Arezzo (cca. 990 – 1050) teoretizează sistemul de notare și interpretare a muzicii liturgice, ce stă în mod tradițional la baza muzicii culte vest-europene. Este adoptat un sistem de solfegiere (numit solmizație).

## Trăsături

### Sistemul sonor. Vocalitatea
Muzica gregoriană era modală, folosind opt scări sonore, dintre care erau evitate tocmai cele două care vor crea fundamentul sistemului tonal în secolul al XVII-lea. Muzica pornea de la conceptul de cantus planus (lat.: „cânt lin”), care dezvăluie două caracteristici de bază ale stilului: utilizarea exclusivă a vocii umane și preferința pentru mersul treptat al melodiei (salturile sunt rare și „atenuate” prin tehnica numită gradualis). În secolul al XI-lea, repertoriul este lărgit prin adaosuri (tropi) și piese versificate noi (secvențe).

### Ritmica și conducerea de voci
Ritmica este condiționată de text și de morfologia acestuia, predominant în proză (ritm parlando rubato), cu unele aspecte regulate datorate morfologiilor versificate. Vocile cântau la unison, pentru diversificarea materialului folosindu-se tehnica antifoniei (împărțirea cântăreților în două grupuri care cântau pe rând) sau cea responsorială (alternanța solistului cu ansamblul).

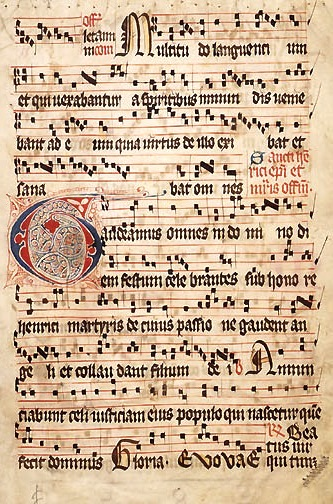
Introit-ul Gaudeamus omnes, unde vedem folosite noimele. Introit-ul face parte din Graduale Aboense, o carte de imnuri din orașul finlandez Turku, tipărită în sec. 14 sau 15, omagiindu-l pe Henric, sfântul patron al finlandezilor.

## Funcțiile liturgice
Muzica gregoriană este cântată în oficiul în timpul liturgiei orelor și în liturghia misei. Textele cunoscute sub denumirea accentus sunt intonate de către episcopi, preoți și diaconi, mai ales pe un singur ton de recitare cu formulă melodică simplă în anumite locuri în fiecare secvență. Numeroase cântece complexe sunt interpretate de soliști și coriști profesionali. Cea mai complexă colecție de cânturi este Liber usualis, cea care conține cânturile Misei Tridentine și cele mai des utilizate din oficiu. În afara mănăstirilor, cel mai mult utilizat este Graduale Romanum.

### Propriul misei
Cântecele Introitus, Graduale, Alleluia, Tractus, Sequientia, Offertorium și Communio fac parte din propriul misei. „Proprium Missae” în latină se referă la cântece ale slujbei care au texte proprii individuale pentru fiecară duminică din ciclul anual, față de ordinariul slujbei, care are texte fixate (dar cu melodii variate) [Kyrie, Sanctus, Benedictus, Agnus Dei].
Introitusul include procesiunea oficianților. Ei sunt cântece antifone, care sunt construite în mod tipic dintr-un antifon, un vers de psalm, o repetare a antifonei, o intonație a Gloriei patri Doxology, și o ultimă repetare a antifonei. Structurile melodice sunt dominate de multe ori de către tonurile de recitare ("recto tono").
Gradualele sunt cântece responsoriale care urmărez citirea Epistolelor. Gradualele sunt, în general, rezultatele centonizării; frazele muzicale sunt îmbinate, ca un mozaic, pentru a crea melodia cântului în întregime, rezultând melodii care sunt înrudite muzical. Gradualele sunt acompaniate de un Vers elaborat, iar acesta conține, de fapt, două părți: A și B. De multe ori prima parte este repetată, rezultând astfel un „rondo”: A-B-A. Măcar versul – dacă nu tot graduale – este pentru interpretul solist, și este elaborat, ornamentat în stil cu melisme lungi și mult variate.
Alleluia este cunoscută pentru jubilus, o melismă cu caracter vesel, extinsă pe ultima „Alleluia”. Este contruit, de asemenea, din doă părți: din alleluia propriu-zis și din versul de psalm, de care este identificat Alleluia (Alleluia V. Pascha nostrum). Ultima melismă a versului este aceeași ca jubilusul atașat la Alleluia. Cântecele Alleluia nu sunt interpretate în periadele pocăinței, cum ar fi Postul Mare. În schimb, Tractul este cântat, în general, cu texte din Psalmi. Tractul, ca și graduale, este centonizat de un mare nivel.
Secvențele sunt cântece poetice, bazate pe cuplete. Chiar dacă multe dintre ele nu fac parte din liturgie și nu fac parte din propriul repertoriu gregorian, secvențiile gregoriene includ cântece bine cunoscute, cum sunt Victimae pascali laudes și Veni Sancte Spititus. După părerea lui Notker Balbulus, un scriitor de secvențe timpurii, originalitatea lor constă în adunarea cuvintelor la melisma lungă de jubilus din Alleluia.
Offertorii sunt cântecele interpretate în timp ce se oferă pâinea și vinul euheristic.
Ofertoriile, pe de o parte, au melodii încărcate cu versuri, dar utilizarea versurilor în offertoriile gregoriene au dispărut în jurul secolului XII. Aceste versuri, oricum, sunt cele mai ornamentate și elaborate în tot repertoriul muzicii gregoriene. Offertorii aseamănă cu responsoriile, care sunt, la fel, acompaniate măcar de un vers și secțiunile inițiale la amândoi sunt repetate fragmental după vers (sau versuri). Această ultimă secțiune este denumită, deci, „repetenda” și este ultima linie melodică a cântecului.
Communio este cântecul interpretat în timpul oferirii Euharistiei. Ca și prezentare, Communio este asemănător cu Introitus, este un antifon cu numeroase versuri. Melodiile sunt de multe ori ambiguu din punct de vedere tonal, și su se încadrez într-un singur mod muzical, același Communio fiind clasificat în diferite moduri din diferite manuscrise sau ediții.

### Ordinariul misei
Kyrie, Gloria, Sanctus, Benedictus și Agnus Dei au aceeași text în fiecare servici al misei. Din cauza faptului că urmăresc regular ”ordinariile” invariabile ale misei, ei sunt denumite ”ordinali.”
În Kyrie se repetă de trei ori a Kyriei eleison ("Doamne, miluiește !"), se repetă de trei ori: Christe eleison, ceea ce este repetat tot de trei ori de Kyrie eleison. Kyrie este distinctiv prin faptul că este în limba greacă în loc de latină. Deoarece textul este repetat, apar numeroase structuri muzicale în acest cânt. Următorul Kyrie ad. lib. VI ca o transmisie într-un manuscris din Cambrai, utilizează forma ABA-CDC-EFE’, ceea ce schimbă țesătura între secțiuni. Secțiunea E’ la Kyrie eleison final, ea însăși are o structură de aa’b, ceea ce este punctul culminant.
Gloria recită Marea Doxologie și Credo intonează crezul niceean. Din cauza lungimii a textului, cântecele de multe ori sunt împărțite în subsecțiunile muzicale care corespund cu schimbarea textului. Deoarece Credo a fost cântul adăugat de ultima dată la misa, melodii de Credo gregoriene sunt relativ puține.
Sanctus și Agnus Dei, ca și Kyrie, conțin la fel texte repetate, iar structurile lor muzicale sunt de multe ori exploatate. 
Ite Missa est și Benedicamus Domino, care închid misa, aparțin Ordinariului. Ei au melodii gregoriene proprii, dar deoarece sunt scurte și simple, și rar sunt subiectele compozițiilor muzicale mai târziu, ei de multe nu sunt luate în seamă.

### Cântările oficiului
Cântul gregorian este integrat și în Liturgia orelor a oficiului călugăresc, prin genurile de antifonă, care încadrează Psalmii, responsoriile mari din utrenie și responsoriile scurte ale orelor mai scurte și pavecerniței. Antifonele cu psalmi din oficiu sunt scurte și simple, față de responsoriile mari, complexe. La finalul oficiului se cântă una dintre cele partru antifone ale Mariei. Alma Redemptoris Mater, Ave Regina caelorum, Regina caeli laetare sau Salve Regina, care sunt cânturi relativ târzii, care datează din secolul XI, și sunt mult mai complexe decât antifonele oficiului.

## Influența

### Muzica medievală și renascentistă
Muzica gregoriană a avut un impact semnificativ în ceea ce privește dezvoltarea muzicii medievale și renascentiste. Notația și portativul modern s-au dezvoltat direct din neumele gregoriene. Notația neumatică a fost împrumutată și pentru alte stiluri de muzică. Anumite grupări ale neumelor au fost utilizate pentru a indica repetările ritmice. Rotunjurea semnelor a înlocuit semnele pătrate și rombice, pe parcursul secolelor XV și XVI, deși cărțile cu cântece au păstrat în mod conservativ notația cvadrată. Începând cu secolul XVI, adăugarea celei de a cincea linii la portativ devine standard. Cheile, bemolul ;i becarul au derivat direct din notația gregoriană.
Melodiile gregoriene au oferit materiale muzicale și au servit modele pentru tropi și drame liturgice. Imnurile vernaculare, precum Christ ist erstanden  și Nun bitten wir den Heiligen Geist au adaptat melodii originale gregoriene, textele fiind traduse din latină. Lucrări laice renascentiste, ca In Nomine, au fost bazate pe melodii gregoriene. Începând cu polifoniile improvizatorice, cunoscute sub denumirea de organum, cântul gregorian devine un fir conducător în polifonia medievală și renascentistă. De multe ori cânturile gregoriene (câteodată cu formă modificată) sunt utilizate ca un cantus firmus. Antifonele mariane, mai ales Alma Redemptoris Mater, au fost aranjate frecvent de către compozitori renascentiști.
Biserica catolică, mai târziu, a admis ca aranjamentele polifonice să înlocuiască cântul gregorian al ordinariului misei. Propriile pot fi înlocuite cu aranjamente corale în anumite cazuri. Unii dintre compozitorii care au scris frecvent aranjamente polifonice ale propriilor, au fost William Byrd și Tomás Luis de Victoria. Aceste aranjamente polifonice de obicei integrează elemente originare ale muzicii gregoriene. 

### Secolul XX
Realizările călugărilor din Solesmes despre reluarea muzicii gregoriene, au rezultat o mulțime de înregistrări. Reînnoirea interesului față de muzica veche din secolul al XIX-lea lasă urme și în muzica secolului XX. Influențele gregoriene în muzica clasică includ aranjamente corale ale celor patru cânturi în Quatre Motets sur des thèmes grégoriens de Maurice Duruflé, colindele (carols) de Peter Maxwell Davies, piese corale de Arvo Pärt.

### În culturapop
Când muzica gregoriană a experimentat o reînviere populară în new music și world music, dezvoltate în anii 1980 și ’90, albumul iconic a fost oarecum neașteptatul Chant, înregistrată de către călugării benedictini de la Santo Domingo de Silo, din Spania. A fost marcată ca muzică pentru a inspira liniștea și seninatatea eternă. În 2008, călugării cistercieni de la Abația "Heiligenkreuz" din Austria au realizat CD-ul Chant – Music for Paradise, cel care a devenit un album best-seller dintre slagăre austriene și topuri #7 din UK. În SUA, albumul a fost realizat sub denumirea Chant – Music for Soul și a luat locul #4 dintre șlagere clasice Billboard.
Faptul că ascultarea muzicii gregoriene produce unde alfa în creier a reintrodus faima muzicii gregoriene. Muzica gregoriană este de multe ori parodizată din cauza monotoniei, dar înainte și după a realiza Chant.
Pie Jesu Domine dona eis requiem este intonat de călugării care practică autoflagelarea din Monty Python and the Holy Grail, după referințe recunoscute.
Muzica gregoriană a fost titlul unui joc pe televizor în anii ’60 în rolul principal cu Billie Whitelaw ca o prostituată care în mod neașteptat devine manierată.
De asemenea, cântul gregorian a fost utilizat în serialele de animație Visionof Escaflowne și Death note, The Hunchback of Notre Dame de Disney, tema Temple of Time din serialul Legenda lui Zelda, și în jocuri video Halo.